# Jean Degros
Jean Degros (Pecquencourt, 18 novembre 1939) è un ex cestista e allenatore di pallacanestro francese.

## Carriera
Con la Francia ha disputato i Giochi olimpici di Roma 1960, i Campionati mondiali del 1963 e tre edizioni dei Campionati europei (1963, 1965, 1967).

## Palmarès

### Giocatore
- Campionato francese: 1

Denain: 1964-65
- Coppa di Francia: 1

Denain: 1960